# Трюбнер, Маттиас
Маттиас Трюбнер (нем. Matthias Trübner) — восточно-германский бобслеист, разгоняющий, выступавший за сборную ГДР в середине 1980-х годов. Чемпион мира по бобслею, также известен как тренер, подготовивший многих немецких спортсменов.

## Биография
Маттиас Трюбнер с детства полюбил спорт, занимался лёгкой атлетикой. Вскоре увлёкся бобслеем, начал соревноваться на профессиональном уровне и, показав неплохие результаты, был взят разгоняющим в национальную команду ГДР. Одержал несколько побед на молодёжном поприще и к середине 1980-х стал всё чаще привлекаться во взрослый состав. Наибольшего успеха добился в 1985 году на чемпионате мира в итальянской Червинии, где выступал с четырёхместным экипажем титулованного пилота Бернхарда Лемана и по итогам всех заездов завоевал золотую медаль.
Спортсмен планировал принять участие в зимних Олимпийских играх 1988 года в Калгари, но из-за резко возросшего уровня конкуренции в сборной оказался вне списка заявленных на эти соревнования бобслеистов. После объединения Германии лишился всяких шансов находиться в главной национальной команде, поэтому вскоре принял решение завершить карьеру профессионального спортсмена, уступив место молодым немецким разгоняющим. После завершения карьеры, тем не менее, продолжил работу в сборной в качестве тренера, по сей день занимаясь подготовкой юных спортсменов. Среди его учеников, например, выдающийся пилот Андре Ланге.